# Phichit
Phichit (Thai: พิจิตร) ist eine Stadt (เทศบาลเมืองพิจิตร) in der thailändischen Provinz Phichit. Sie ist die Hauptstadt des Landkreises (Amphoe) Phichit und der Provinz Phichit.
Die Stadt Phichit hat 22.644 Einwohner (Stand  2012).

## Lage
Phichit liegt in der Zentralregion von Thailand.
Die Stadt liegt etwa 350 Kilometer nördlich von Bangkok am Mae Nam Nan, einem der Zuflüsse des Mae Nam Chao Phraya inmitten der Reisfelder der Zentralebene.

## Wirtschaft und Verkehr
Die Wirtschaft ist durch Landwirtschaft geprägt, insbesondere durch den Anbau von Reis, Pomelo und Lotosblumen.
Phichit hat einen Bahnhof der Thailändischen Staatsbahn an der Nordbahn, die Bangkok mit Chiang Mai verbindet.

## Geschichte
Phichit wurde 1058 von Phraya Khot Thabong gegründet. Es gehörte seit der Regierungszeit von König Ramkhamhaeng lange zum Königreich Sukhothai, später zu Ayutthaya.

## Sehenswürdigkeiten
- Wat Tha Luang (Thai: วัดท่าหลวง) – buddhistische Tempelanlage (Wat) aus dem Jahr 1845 mit  Luang Pho Phet (Thai: หลวงพ่อเพชร), einer viel verehrten Buddha-Statue aus Bronze im Chiang-Saen-Stil.
- Das ungewöhnliche Bahnhofsgebäude in Phichit wurde zwischen 1906 und 1912 von dem deutschen Architekten Karl Döhring entworfen und erbaut.
- Bootsrennen – auf dem Maenam Nan (Nan-Fluss) finden im September Langbootrennen vor dem Wat Tha Luang statt

## Persönlichkeiten
- Jeera Jarernsuk (* 1985), Fußballspieler
- Montree Promsawat (* 1995), Fußballspieler